# Klaus Dylewski
Klaus Dylewski (ur. 11 maja 1916 w Finkenwalde koło Szczecina, zm. 1 kwietnia 2012 w Hilden) – zbrodniarz nazistowski, członek załogi obozu koncentracyjnego Auschwitz-Birkenau i SS-Oberscharführer.

## Życiorys
Dzieciństwo spędził w Łaziskach Górnych, gdzie uczęszczał do niemieckich szkół.
W lecie 1939 wstąpił do SS i skierowany został do służby w obozie Dachau. 1 września 1940 Dylewski przeniesiony został do Auschwitz, gdzie następnie od 1 września 1941 do sierpnia 1944 pełnił służbę w obozowym gestapo (Politische Abteilung). Brał udział w egzekucjach i okrutnych przesłuchaniach więźniów. 
W kwietniu 1959 został aresztowany przez władze zachodnioniemieckie. W drugim procesie oświęcimskim przed Sądem we Frankfurcie nad Menem Dylewski został skazany za pomocnictwo do morderstwa na 5 lat pozbawienia wolności. Z więzienia zwolniono go w 1968.